# Palacio de Miranda
El palacio de Miranda está situado en la localidad asturiana de Prelo, en el concejo de Boal (España). Fue edificado entre los siglos XV y XVI. 
En un principio constaba de una torre cuadrada con tres pisos, que posteriormente se fue ampliando. El cuerpo principal es de dos plantas en la parte trasera y de una en la parte delantera, debido al desnivel del terreno. Sobre la puerta hay un gran escudo de armas, perteneciente a la familia González de Prelo y Castrillón. El palacio cuenta, asimismo, con una capilla que data de 1776 y presenta planta rectangular, con dos saeteras en los laterales. Tiene dos retablos de inspiración Rococó, pintados en blanco y negro. Las tallas que albergaba en su interior, de los siglos XVII y XVIII fueron retiradas a causa del mal estado de la techumbre. Entre la torre y la capilla hay un cuerpo añadido, con corredores sostenidos por columnas de piedra.
En la actualidad, el conjunto ha sido rehabilitado para albergar un hotel de cuatro estrellas.
- Datos: Q5198439